# Mörlunda-Tveta församling
Mörlunda-Tveta församling är en församling i Smålandsbygdens kontrakt i Linköpings stift inom Svenska kyrkan. Församlingen ingår i Aspelands pastorat i Hultsfreds kommun i Kalmar län.
Församlingskyrkor är Mörlunda kyrka och Tveta kyrka.

## Administrativ historik
Församlingen bildades den 1 januari 2006 genom sammanslagning av Mörlunda församling och Tveta församling.Tveta församling var då Kalmar läns minsta fastlandsförsamling. Församlingen utgjorde till 2014 ett eget pastorat och ingår från 2014 i Aspelands pastorat.